# Шамшурин, Дмитрий Афанасьевич
Дмитрий Афанасьевич Шамшурин (также известен под прозвищем Митяй; 1888, Завод Нытва, Пермская губерния — март 1943, Мамаев курган, Сталинград) — русский революционер, советский партийный деятель.

## Биография
Родился в 1888 году на Заводе Нытва Пермской губернии. В 1893 году переехал с семьёй на постройку железнодорожного моста через Обь.
В 1896—1900 годах — ученик Обского железнодорожного училища. С 1904 года — слесарь депо на станции Обь.
В 1905 году был принят в Обскую группу РСДРП; с начала 1906 года — член партийного комитета.
С арестом в январе 1906 года 80 участников Обской группы Шамшурин сумел возобновить деятельность организации и возглавил работу подпольного союза железнодорожников станции Обь, организовавших в 1906—1907 годах нелегальную типографию. С 1907 по 1908 год был членом комитета группы, занимался пропагандой в солдатской среде, работал партийным организатором в Вокзальной части.
5 июля 1908 года арестован и в январе 1910 года отправлен на вечное поселение в Нижне-Илимск (Иркутская губерния). В мае 1912 года устроил побег, после чего жил в Новониколаевске, позднее — в Барнауле. В 1913 году был пойман и выслан к месту ссылки, однако в начале 1916 году снова сбежал и перебрался в Барнаул.
После Февральского переворота был членом городского Совета и комитета РСДРП, председательствовал в Союзе рабочих и служащих фабрично-заводских предприятий, состоял в городском совете профсоюзов. С ноября 1917 года — комиссар труда Западно-Сибирского областного исполкома.
С захватом власти белогвардейцами воевал в составе РККА, затем вёл подпольную работу в Омске, Барнауле и Новониколаевске.
С 1920 по 1926 год занимал должности секретаря партийной организации главных железнодородных мастерских в Барнауле и секретаря Павловского райкома ВКП(б). В 1927 году назначен председателем контрольной комиссии Западно-Сибирского края.
В 1941 году отправился добровольцем на войну. Погиб в марте 1943 года в боях под Сталинградом.

## Память
В Новосибирске в честь Дмитрия Шамшурина названа одна из улиц в Железнодорожном районе.